# Mohammed Allal Sinaceur
Pour les articles homonymes, voir Sinaceur.
 (décembre 2012).
Si vous disposez d'ouvrages ou d'articles de référence ou si vous connaissez des sites web de qualité traitant du thème abordé ici, merci de compléter l'article en donnant les références utiles à sa vérifiabilité et en les liant à la section « Notes et références ».
Mohammed Allal Sinaceur, né à Oujda en 1941, est un philosophe, écrivain et homme politique marocain. Membre d’une famille d'intellectuels militants et notables originaires d'Oujda, il est notamment le frère de Mohammed Habib Sinaceur, universitaire et homme politique marocain.

## Biographie
Enfant, il alterna l'école coranique, matin et soir, et l'école française la journée. Il étudia ensuite au Lycée Moulay Youssef à Rabat, aux côtés de Abderrahman el-Youssoufi, Kacem Zhiri, avant d'intégrer l'École Normale Supérieure de la rue d'Ulm en 1960.

## Philosophie et culture
Agrégé de philosophie, il est auteur de nombreux ouvrages et signe des publications sur la philosophie, les sciences humaines, et à ce titre Directeur de la division de la philosophie et des sciences humaines à l'Unesco à partir de 1975. Allal Sinaceur, membre de l'Académie du royaume du Maroc, a conduit de nombreuses recherches sur l’histoire des sciences, la philosophie, et la théologie.

## Fonctions politiques
Ministre des Affaires Culturelles des gouvernements de Mohamed Karim Lamrani et Abdellatif Filali, il est nommé conseiller de feu Hassan II puis Mohammed VI chargé de la culture. Il œuvre également en tant que président de la fondation Moulay Slimane pour la valorisation du patrimoine culturel de la ville de Oujda et de l'Oriental, sous le haut-patronage de Sa Majesté Mohammed VI, qui entend faire de la ville de Oujda un des leviers du modernisme au Maroc, en développant la région de l'Oriental en difficulté à la fin du XXe siècle, mais en pleine expansion aujourd'hui.